# Mithridatische oorlogen

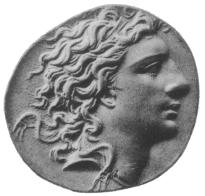
Mithridates VI

De Mithridatische Oorlogen waren drie oorlogen die gedurende de 1e eeuw v.Chr. werden gevoerd tussen de Romeinse Republiek en het koninkrijk Pontus. De oorlogen zijn vernoemd naar Mithridates VI van Pontus.
- Eerste Mithridatische Oorlog (89-85): de Romeinse legioenen stonden onder het bevel van Lucius Cornelius Sulla. De oorlog eindigde met het Verdrag van Dardanos in 85 v.Chr.
- Tweede Mithridatische Oorlog (83-81): ditmaal stond het Romeinse leger onder aanvoering van Lucius Licinius Murena; na een Romeinse nederlaag werd er in opdracht van Sulla de vrede getekend.
- Derde Mithridatische Oorlog (73-63): tijdens het eerste gedeelte van de oorlog werd het bevel gevoerd door Lucius Licinius Lucullus, en later door Gnaius Pompeius Magnus. De oorlog resulteerde in de definitieve nederlaag van Mithridates en zijn zelfmoord.

De kracht van het koninkrijk Pontus werd definitief verbroken, en Rome versterkte haar positie in Klein-Azië.